# Glossidion
Glossidion is een geslacht van haften (Ephemeroptera) uit de familie Baetidae.

## Soorten
Het geslacht Glossidion omvat de volgende soorten:
- Glossidion demoulini
- Glossidion mysticum